# Стани богат
„Стани богат“ е телевизионна игра, българската версия на популярната игра „Кой иска да бъде милионер?“, създадена от британската компания Celador.

## История

### 2001 – 2014
„Стани богат“ започва на 12 май 2001 година по Нова телевизия с водещ Ники Кънчев. Първоначално се използва студиото на предаването в Румъния, но впоследствие е изграден декор и в студиен комплекс в София. Първият участник в предаването е Йордан Атанасов. През годините са правени промени в сумите, които участниците печелят, но за пръв път през 2008 година е увеличен размера на голямата награда. Със старта на сезона през 2008 година при правилен отговор на 15-и въпрос играчът би спечелил 200 000 лева. За период от около година със старта на същия сезон в играта има четвърти жокер – „Смяна на въпроса“.
След 2010 г. в предаването по NOVA участват само популярни личности, които играят благотворително – като на 30 май 2014 г. е излъчен последният епизод с водещ Ники Кънчев.

### 2018 – 2020
След 4-годишна пауза шоуто се завръща през 2018 г. в ефира на БНТ 1, като се излъчва от 1 април в 19:00 часа всеки делничен ден с водещ Михаил Билалов. В тази версия на предаването предварителният подбор в „Най-бързият печели“ отпада и всички участници преминават директно към основната игра. Голямата награда отново е 100 000 лв., а нивата на сумите са свалени.
След кратко прекъсване последните заснети епизоди на предаването се излъчват всяка събота и неделя от 19:00 часа. Предаването се излъчва по обществената телевизия до 26 януари 2020 г. При провеждането на изслушването по време на конкурса за позицията генерален директор на БНТ избраният впоследствие Емил Кошлуков обявява, че „Стани богат“ е „прекалено скъпо и БНТ не може да си го позволи“.

### 2021 –
На 20 декември 2021 година предаването се завръща на екран – вече в ефира на bTV. Водещ отново е Михаил Билалов, а схемата на излъчване е всеки делничен ден от 18:00 часа. Сезонът е обявен като „юбилеен“ – под мотото „20 години в България“. След първоначално записаните 70 епизода веднага започва излъчването на нови епизоди. С техния старт предаването става достъпно и на SVOD платформата на медийната група – „Войо“
От 27 януари 2022 година телевизията стартира онлайн игра „Стани богат“. В нея играчът има 60 секунди да отговори на всеки от въпросите, като се използва класическата форма с 15 въпроса и 2 сигурни суми. Вместо парични суми, участниците в онлайн играта печелят „титли“.
Година след старта на предаването в ефира на bTV телевизията обявява, че интересът към „Стани богат“ е изключително голям. Играта привлича средно 39% от всички телевизионни зрители, според данните на пийпълметричната агенция ГАРБ.
През 2022 г. в търговската мрежа излиза едноименната книга „Стани богат“, в която са поместени въпроси, любопитна информация и отговори, част от класическата игра. Година по-късно излиза втората книга с мотото „Светът в ръцете ти“ – с въпроси за различните страни по света.
На 5 септември 2022 стартира вторият сезон, на 13 февруари 2023 започва третият сезон, а на 4 септември 2023 започва четвъртият сезон за bTV. Като в месеците между премиерните епизоди телевизията излъчва повторения.
На 7 април 2023 г. журналистът Любомир Лазаров успява да отвори 15-ия въпрос на играта, но се отказва от своята игра и си тръгва със сумата от 50 000 лева. Отварянето на последния въпрос се случва за трети път в историята на „Стани богат“ и за първи път откакто водещ е Михаил Билалов.
През лятото на 2023 г. всяка неделя от 20:00 ч. Би Ти Ви излъчва 8 благотворителни епизода на предаването под името „Стани богат – Въпрос на бъдеще“. В различните епизоди участници са популярни личности в тандем с представител на благородната кауза, за която играят. В първия и последния епизод водещ е титулярът Михаил Билалов, а в останалите гост-водещи са Даниел Цочев, Георги Милков, Петър Стоянович, Мария Силвестър, Иво Иванов и Златимир Йочев.
На 14 януари 2024 г. Михаил Билалов обявява в предаването „120 минути“, че напуска като водещ играта „Стани богат“ заради многото проекти, с които се е ангажирал. Седмица по-късно става ясно, че Ники Кънчев се завръща като водещ на шоуто. Сезонът с него стартира със специален благотворителен епизод на 17 февруари 2024 г. от 20:00 часа, а след това продължава да се излъчва от 19 февруари всеки делник от 18:00 часа.
От септември 2025 г. в предаването „Стани богат“ се излъчват специални благотворителни епизоди под надслов „Златната лига“, в които ученици от водещи български гимназии участват, за да дарят спечелените суми за образователни и обществени каузи, избрани от самите тях.

## Излъчване
| ТВ канал                | ТВ канал | ТВ сезон                  | Епизоди           | Старт            | Финал       | Водещ          | Победител(и) |
| ----------------------- | -------- | ------------------------- | ----------------- | ---------------- | ----------- | -------------- | ------------ |
|                         | NOVA     | 2001 – 2011               | –                 | 12 май 2001      | 2 юни 2011  | Ники Кънчев    | Няма         |
| 2013 (пролет)           | NOVA     | 20                        | 4 февруари 2013   | 6 юни 2013       |             | Ники Кънчев    | Няма         |
| 2014 (пролет)           | NOVA     | 16                        | 10 февруари 2014  | 30 май 2014      |             | Ники Кънчев    | Няма         |
|                         | БНТ 1    | 2018 (пролет)             | 54                | 1 април 2018     | 13 юни 2018 | Михаил Билалов | Няма         |
| 2018 – 2019 (есен-лято) | БНТ 1    | 192                       | 10 септември 2018 | 14 юни 2019      |             | Михаил Билалов | Няма         |
| 2019 – 2020 (есен-зима) | БНТ 1    | 35                        | 14 септември 2019 | 26 януари 2020   |             | Михаил Билалов | Няма         |
|                         | bTV      | 2021 – 2022 (зима-пролет) | 110               | 20 декември 2021 | 20 май 2022 | Михаил Билалов | Няма         |
| 2022 (есен)             | bTV      | 75                        | 5 септември 2022  | 16 декември 2022 |             | Михаил Билалов | Няма         |
| 2023 (пролет-лято)      | bTV      | 78                        | 13 февруари 2023  | 23 юли 2023      |             | Михаил Билалов | Няма         |
| 2023 (есен)             | bTV      | 70                        | 4 септември 2023  | 8 декември 2023  |             | Михаил Билалов | Няма         |
| 2024 (пролет)           | bTV      | 71                        | 17 февруари 2024  | 24 май 2024      | Ники Кънчев |                | Няма         |
| 2024 (есен)             | bTV      | 69                        | 2 септември 2024  | 5 декември 2024  | Ники Кънчев |                | Няма         |
| 2025 (пролет)           | bTV      | 60                        | 17 февруари 2025  | 9 май 2025       | Ники Кънчев |                | Няма         |
| 2025 (есен)             | bTV      |                           | 8 септември 2025  |                  | Ники Кънчев |                |              |

## Правила на играта
| Въпрос                                                 |             |             |             |             |             |             |            |
| Въпрос                                                 | Нова ТВ     | Нова ТВ     | Нова ТВ     | Нова ТВ     | Нова ТВ     | БНТ 1       | bTV        |
| Въпрос                                                 | Сума (лв.)  | Сума (лв.)  | Сума (лв.)  | Сума (лв.)  | Сума (лв.)  | Сума (лв.)  | Сума (лв.) |
| Въпрос                                                 | 2001 – 2002 | 2002 – 2007 | 2008 – 2009 | 2009 – 2010 | 2010 – 2014 | 2018 – 2020 | 2021 –     |
| ------------------------------------------------------ | ----------- | ----------- | ----------- | ----------- | ----------- | ----------- | ---------- |
| 15 (12)                                                | 100 000     | 100 000     | 200 000     | 200 000     | 100 000     | 100 000     | 100 000    |
| 14 (11)                                                | 50 000      | 50 000      | 100 000     | 100 000     | 20 000      | 20 000      | 50 000     |
| 13 (10)                                                | 25 000      | 25 000      | 50 000      | 50 000      | 15 000      | 15 000      | 30 000     |
| 12 (9)                                                 | 10 000      | 10 000      | 20 000      | 20 000      | 10 000      | 10 000      | 20 000     |
| 11 (8)                                                 | 5000        | 5000        | 10 000      | 10 000      | 5000        | 5000        | 10 000     |
| 10 (7)                                                 | 2500        | 3000        | 5000        | 5000        | 3000        | 2500        | 5000       |
| 9 (6)                                                  | 2000        | 2500        | 2500        | 2500        | 2500        | 2000        | 3000       |
| 8 (5)                                                  | 1500        | 2000        | 2000        | 2000        | 2000        | 1500        | 2000       |
| 7 (4)                                                  | 1000        | 1500        | 1500        | 1500        | 1500        | 1000        | 1500       |
| 6 (3)                                                  | 500         | 1000        | 1000        | 1000        | 1000        | 700         | 1000       |
| 5 (2)                                                  | 250         | 500         | 500         | 500         | 500         | 500         | 500        |
| 4 (1)                                                  | 200         | 400         | 400         | 400         | 250         | 300         | 400        |
| 3                                                      | 150         | 300         | 300         |             |             | 200         | 300        |
| 2                                                      | 100         | 200         | 200         | 100         | 200         |             |            |
| 1                                                      | 50          | 100         | 100         | 50          | 100         |             |            |
| - Сигурна сума - Плаваща сигурна сума - Голяма награда |             |             |             |             |             |             |            |

- Участникът отговаря на въпроси, като за всеки има избор от четири опции за отговор – А, B, C, или D. Един е верният отговор, останалите три са грешни. Класическият формат на играта е с т.нар. „Дърво на парите“ от 15 въпроса, но съществува формат, при който се задават само 12. В България този формат е бил използван в периода 2009 – 2014 година.
- Първата сигурна сума, която не може да бъде загубена от играча дори и при грешен отговор, е 500 лв. на 5-и въпрос. Класическият формат на играта с 15 въпроса определя втора сигурна сума на 10-и въпрос. От 2021 година обаче е въведена „Плаваща втора сигурна сума“. Стойността ѝ се определя от участника преди задаването на съответния въпрос между 6-и и 14-и – от 1 000 до 50 000 лв.
- При правилен отговор на предишен въпрос, участникът може да се откаже от играта на текущ въпрос, за да не рискува своята печалба.
- По време на играта участникът има право да използва жокери. Класическият формат е с три жокера: „Помощ от публиката“, „50 на 50“ (елиминират се два грешни отговора) и „Обади се на приятел“. От 11 септември 2023 година жокерът „Помощ от публиката“ е заменен от „Помощ от приятел в студиото“. За кратко в България към класическите жокери е бил въведен и четвърти – „Смяна на въпроса“, който може да бъде използван след първа сигурна сума и въпросът се заменя с друг, но от същото ниво на трудност. От 30 септември 2024 г. е въведен нов четвърти жокер в играта „Попитай водещия“ с Ники Кънчев.[16] Участникът има право да избира да използва в играта си само три от своите четири възможни жокера.
- При верни отговори на всички 15 въпроса, участникът става победител в „Стани богат“ и печели наградата от 100 000 лв. За кратък период от време голямата награда в българското издание е била 200 000 лв при правилни отговори на 12 въпроса.
- Преди същинската игра 10 избрани участници се състезават в кръга „Най-бързият печели“. В него играчите подреждат в правилен ред отговорите на въпроса, зададен от водещия. Играчът с най-бърз отговор печели правото да се бори за голямата награда. В момента кръгът не е част от българската версия на „Стани богат“.

## Победител
За 24 години в ефир няма официален победител в „Стани богат“. Единственият участник, който отговаря правилно на последния 15-и въпрос за 100 000 лв., е софиянецът Асен Ангелов през 2002 г. Налага му се да върне спечелената награда поради неспазване на общите условия на играта. Оказва се, че неговата дъщеря е Искра Ангелова, която е водеща на предаването „У нас“ по Нова телевизия.